# پیچک جنگلی پرچینی
پیچک جنگلی پرچینی (نام علمی: Calystegia sepium) نام یک گونه از سرده پیچک جنگلی است. این گونه یک گیاه علفی پایا است که به طور پادساعت‌گرد دور دیگر گیاهان می‌پیچید که معمولاً تا ۲-۴ متر است و گاهی به پنج متر نیز می‌رسد.